# Nitrotriazolone

Nitrotriazolone

Il nitrotriazolone è un esplosivo ad alto potenziale ma insensibile agli urti.
Si ottiene per reazione del cloridrato di semicarbazide con acido formico e successiva nitrazione (con miscela solfonitrica).
È chimicamente molto stabile e può essere immagazzinato per decenni una volta prodotto e purificato.
Ha una velocità di detonazione di circa 8650 m/s.